# Sennan (Osaka)
Sennan (泉南市 Sennan-shi?) es una ciudad localizada en la prefectura de Osaka, Japón. En julio de 2019 tenía una población estimada de 60.510 habitantes y una densidad de población de 1.235 personas por km². Su área total es de 48,98 km².

## Geografía

### Localidades circundantes
- Prefectura de Osaka
  - Izumisano
  - Hannan
  - Tajiri
- Prefectura de Wakayama
  - Kinokawa
  - Iwade

## Demografía
Según datos del censo japonés, la población de Sennan se ha mantenido estable en los últimos años.
| Año del censo | Población |
| ------------- | --------- |
| 1995          | 61.688    |
| 2000          | 64.152    |
| 2005          | 64.683    |
| 2010          | 64.403    |
| 2015          | 62.438    |